# The Teddy Bears
The Teddy Bears je bilo ime američkog pop sastava Phil Spectora, jedini sastav u kojem je on bio ikada član.

## Povijest sastava
Nakon mature u srednjoj školi Fairfax u Los Angelesu,  Kalifornija, Spector je postao opsesivno opsjednut svojom pjesmom To Know Him Is to Love Him koju je komponirao još za vrijeme škole. 
Zato je osnovao sastav The Teddy Bears sa svojim školskim drugovima, a nakon toga uspio je nakon audicije uvjeriti i ljude iz ERA Records da financiraju snimanje ploče.
Članovi sastava The Teddy Bears bili su; Phil Spector, Marshall Leib, Annette Kleinbard pjevačica (kasnije se prezvala u Carol Connors), i član uzet u posljednji trenutak bubnjar Sandy Nelson. 
Teddy Bearsi su snimili pjesme; Don't You Worry My Little Pet i To Know Him Is to Love Him za svoju prvu ploču u Gold Star Studios, za svega $75. Ploču je izadala diskografska kuća ERA u kolovozu 1958. Ploča je ostala na vrhu (Billboard Hot 100) ravno 23 tjedna, od toga je 11 tjedana bila među prvih 40 a 3 tjedna #1. 
Tako je tada 17 godišnji Spector, napisao, aranžirao, odsvirao, otpjevao i snimio najprodavaniju ploču u zemlji. Nakon tog uspjeha Teddy Bearsi nisu uspjeli izbaciti čitavu sljedeću godinu nikakav hit, tako da je nakon toga Spector raspustio sastav.
Spector nije bio jedini član sastava koji je napravio uspješnu glazbenu karijeru. I pjevačica sastava Annette Kleinbard nastavila se je baviti glazbom, komponirati, snimati, izvoditi, promijenila je ime u Carol Connors i postigla solidne uspjehe (
Hey Little Cobra, Rocky, Gonna Fly Now).

## Vanjske poveznice
- Diskografija Teddy Bearsa